# Jean-Louis-Signoret-Preis
Der Jean-Louis-Signoret-Preis war eine mit zuletzt 20.000 Euro dotierte Auszeichnung der Fondation Ipsen für Neuropsychologie, die zwischen 1992 und 2013 vergeben wurde.
Der Preis ist nach Jean-Louis Signoret (1933–1991) benannt, einem Neurologen am Hôpital de la Salpêtrière. Er zeichnete Autoren wichtiger Forschungsarbeiten auf dem Gebiet der Verhaltensneurologie (Neuroethologie) aus. Auch konnte das wissenschaftliche Gesamtwerk gewürdigt werden.

## Preisträger
- 1992 Eric Kandel
- 1993 Jacques Paillard
- 1994 Rodolfo Llinas
- 1995 Stephen Kosslyn
- 1996 Alfonso Caramazza
- 1997 Jean-Pierre Changeux
- 1998 Eduardo Bisiach
- 1999 Joseph LeDoux
- 2000 Joaquim Fuster
- 2001 Stanislas Dehaene
- 2002 Deepak Pandya
- 2003 Uta Frith
- 2004 Antonio Damasio, Hanna Damásio
- 2005 Marc Jeannerod
- 2006 Faraneh Vargha-Khadem
- 2007 Alvaro Pascual Leone
- 2008 Elizabeth Warrington
- 2009 Pierre Maquet
- 2010 Giacomo Rizzolatti
- 2011 Patricia Kuhl
- 2012 Cathy Price
- 2013 Jean Decety